# Saint-Félix-de-Dalquier
Pour les articles homonymes, voir Saint-Félix.
Saint-Félix-de-Dalquier est une ancienne municipalité de la province de Québec, dans la municipalité régionale de comté (MRC) d'Abitibi de la région administrative d'Abitibi-Témiscamingue.

## Toponymie
Elle est nommée en l'honneur du Pape Félix Ier et du militaire Jean d'Alquier de Servian.

## Histoire
- 29 octobre 1932 : La municipalité de Saint-Félix-de-Dalquier se détache des cantons unis de Figuery-et-Dalquier-Partie-Ouest.
- Janvier 2025 :La municipalité est regroupée avec celle d'Amos[2].

## Commerces
Il y a certains petits commerces à Saint-Félix. Il y a l'Épicerie Carignan, l'entreprise PG Bilodeau Diesel, le bar La Taverneet la ferme laitière et magasin Boréalait. 

## Démographie
| 1991 | 1996 | 2001 | 2006 | 2011 | 2016 | 2021  |
| ---- | ---- | ---- | ---- | ---- | ---- | ----- |
| 959  | 978  | 933  | 936  | 956  | 940  | 1 026 |

## Administration
Les élections municipales se font en bloc pour le maire et les six conseillers.
| Saint-Félix-de-Dalquier Maires depuis 2001                                                                           |                  |         |          |
| Élection | Maire            | Qualité | Résultat |
| 2001 | Rosaire Mongrain |         | Voir     |
| 2005 | Rosaire Mongrain | Voir    |          |
| n/d | Luc Pomerleau    |         | Voir     |
| 2009 | Luc Pomerleau    | Voir    |          |
| 2013 | Raymond Carignan |         | Voir     |
| 2017 | Jocelyn Boucher  |         | Voir     |
| 2021 | Félix Labrecque  |         | Voir     |
| Élection partielle en italique Depuis 2005, les élections sont simultanées dans toutes les municipalités québécoises |                  |         |          |